# Jane Bidstrup
Jane Bidstrup (21 agosto 1955) è una giocatrice di curling danese.

## Biografia
Partecipò all'età di 42 anni ai XVIII Giochi olimpici invernali edizione disputata a Nagano (Giappone) nel 1998, riuscendo ad ottenere la medaglia d'argento nella squadra danese con le connazionali Margit Pörtner, Dorthe Holm, Trine Qvist e Helena Lavrsen.
Nell'edizione la nazionale canadese ottenne la medaglia d'oro, la svedese quella di bronzo.